# Hypecoum torulosum
Hypecoum torulosum là một loài thực vật có hoa trong họ Anh túc. Loài này được Å.E.Dahl mô tả khoa học đầu tiên năm 1989.